# Józef Żółtaszek
Józef Żółtaszek (ur. 11 kwietnia 1894 w Skomlinie, zm. 10 sierpnia 1949) – inspektor Policji Województwa Śląskiego.

## Życiorys
Urodził się 11 kwietnia 1894 w Skomlinie. Podczas I wojny światowej działał w Polskiej Organizacji Wojskowej, od 1916 należał do struktur w Wieluniu, od 1917 do 1918 był komendantem IV Obwodu POW w Radomsku. U kresu wojny w 1918 brał udział w obronie Lwowa w trakcie wojny polsko-ukraińskiej. W okresie od lutego do końca czerwca 1919 był funkcjonariuszem Milicji Ludowej, pełniąc funkcję zastępcy i od 1 maja komendanta okręgu łódzkiego. Następnie wstąpił do służby w Policji Państwowej. Był komisarzem inspekcyjnym PP w województwie łódzkim, od 1 maja 1920 nadkomisarzem inspekcyjnym, od 1921 komendantem powiatowym PP w Brzezinach, w 1926 komendantem miejskim PP w Łodzi. 16 września 1926 został awansowany na stopień podinspektora i mianowany na stanowisko zastępcy głównego komendanta Policji Województwa Śląskiego w Katowicach. Urząd pełnił od 2/3 grudnia 1936. Następnie został awansowany na stopień inspektora i 6 października 1928 mianowany na stanowisko głównego komendanta Policji Województwa Śląskiego, które pełnił do września 1939. 
W 1927 ukończył studia w Wyższej Szkole Nauk Społecznych i Ekonomicznych w Łodzi.
Od pierwszego numeru wydanego w styczniu 1936 do 1938 pełnił funkcję redaktora naczelnego dwumiesięcznika „Przegląd Policyjny”. Był jednym z pierwszych badaczy problematyki bezpieczeństwa (zob. securitologia). 
Był również członkiem Międzynarodowego Instytutu Naukowej Organizacji Pracy w Genewie, Instytutu Nauki Organizacji i Kierownictwa w Warszawie oraz przewodniczącym Sekcji Administracyjnej Sekcji Administracyjnej Śląskiego Koła Naukowej Organizacji. Poza zagadnienia policyjnymi zajmował się także ekonomią, przede wszystkim przemysłem chałupniczym
Po wybuchu II wojny światowej w okresie kampanii wrześniowej ewakuował się na Węgry. Później był kierownikiem Referatu Policji Państwowej w Przedstawicielstwie Wojska Polskiego internowanego na Węgrzech. Po II wojnie światowej zamieszkał w Łodzi, od 1 października 1946 pracował zastępca naczelnika Wydziału Kontroli, od 1 lipca 1947 jako kierownik Oddziału Planowania Ekonomicznego Wydziału Prezydialnego miasta Łodzi.
Zmarł 10 sierpnia 1949.

## Publikacje
- Nauka administracji Fayol'a w zastosowaniu do policji (1929)
- U podstaw organizacji służby bezpieczeństwa (1930)
- Polityka bezpieczeństwa (1937)

## Ordery i odznaczenia
- Krzyż Niepodległości (6 czerwca 1931)[8]
- Krzyż Oficerski Orderu Odrodzenia Polski (10 listopada 1933)[9]
- Krzyż Walecznych
- Złoty Krzyż Zasługi (18 marca 1932)[10]
- Medal Pamiątkowy za Wojnę 1918–1921
- Medal Dziesięciolecia Odzyskanej Niepodległości